# Евдиалит
Евдиалит е сравнително рядък циклосиликатен минерал с девет членен пръстен, който се образува в алкални магмени скали, като нефелинови сиенити. Евдиалитът е описан за първи път през 1819 г. за наличие в нефелинов сиенит от интрузивен комплекс в югозападна Гренландия. 

## Етимология
Името на минерала произлиза от фразата на старогръцки: Εὖ διάλυτος, на старогръцки: eu dialytos, което означава „добре разложим“, препратка към лесната му разтворимост в киселина.  Алтернативно име на евдиалита е алмандинов шпат.

## Употреба
Евдиалитът се използва като второстепенна руда на циркония. Друга употреба на евдиалита е като второстепенен скъпоценен камък, но тази употреба е ограничена от неговата рядкост, която се усложнява от неговия лош кристален хабитус. Тези фактори обуславят основно колекционерски интерес към евдиалита. Евдиалитът обикновено има значително съдържание на U, Pb, Nb, Ta, Zr, Hf и редкоземни елементи. Поради това геолозите до момента използват евдиалита като геохронометър за изследване на генезиса на приемащите скали.

## Свързани минерали
Евдиалитът се свързва с други алкални магмени минерали, в допълнение към някои минерали, общи за повечето магмени материали като цяло.
Асоциираните минерали включват: микроклин, нефелин, егирин, лампрофилит, лорензенит, катаплеит, мурманит, арфведсонит, содалит, енигматит, ринкит, лавенит, титанит и титанов магнетит . 

## Идентификация
Рядкостта на евдиалита прави местността полезна при идентифицирането му. Известни находища на евдиалит включват Мон Сен Илер в Канада, Колски полуостров в Русия и Посос де Калдас в Бразилия, но се среща и в Гренландия, Норвегия и Арканзас, САЩ. Липсата на кристален хабитус, свързан с цвета, също е полезна за идентификация, както и свързаните минерали. Розово-червен минерал без добри кристали, свързан с друг алкален магматичен материал, особено нефелин и егирин, е добра индикация, че образецът е евдиалит. Желязото (Fe2+) осигурява цвета.